# Фейсал I
Фейса́л I бін Хусе́йн (араб. فيصل بن الحسين بن علي الهاشمي‎, Фейсал бін аль-Хусейн бін Алі аль-Хашимі, 20 травня 1883 — 8 вересня 1933) — державний діяч, командувач Північної армії Арабського повстання проти Османської імперії, перший і останній король Сирії, перший король Іраку. Третій син Хусейна бін Алі, короля Хіджаза і шаріфа Мекки.

## Дитинство та юність
Щодо дати і місця народження Фейсала існує певна плутанина, пов'язана з відсутністю записів та відліком дат за місячним ісламським календарем від року Гіджри. Найбільш вірогідною датою народження є 20 травня 1883 року, а місцем — Таїф або Мекка. Батьком Фейсала був шаріф Хусейн бін Алі, його мати, Абдія, була двоюрідною сестрою Хусейна, дочкою шаріфа Абдалли, що став еміром Мекки 1858 року. Таким чином, Фейсал та два його брати походили від пророка Мухаммеда за батьківською і материнською лініями. Він був третім сином, що народився у Хусейна і Абдії, йому передували старші брати Алі, 1879 року народження, та Абдалла, 1882 року народження.
Мати Фейсала, Абдія, померла за рік після його народження. За давньою арабською традицією в ранньому дитинстві міських жителів віддавали на виховання в кочові племена. Плем'я, що приймало дитину, зазвичай було пов'язане з батьками кров'ю, або офіційним союзом чи торгівлею. Фейсал так само жив і виховувався у пустельному бедуїнському племені до семи років. Найважливішою перевагою, отриманою в ці часи було його досконале знання розмовної арабської бедуїнів, бедуїнського фольклору, віршів і пісень. Іншим великим надбанням, заробленим в пустельні роки, було глибоке знання племінних шляхів і мислення, знайомство з племінними проблемами, повага до племінних звичаїв і традицій.
Семи років Фейсал повернувся до Мекки і почав формальне навчання. Воно полягало у читанні та запам'ятовуванні Корану, засвоєнні основ арабської, вдосконаленні у мистецтві каліграфії.
У лютому 1892 шаріф Хусейн за викликом султана виїхав до Стамбула і за рік до нього приєдналася родина. 30 березня 1893 року Фейсал та його брати також прибули до Стамбула. За наказом султана другий лейтенант Сафват аль-Ава, сирієць з Дамаску, асистент викладача у Військовій Академії, був призначений вихователем Фейсала і його братів. Під керівництвом Сафвата хлопці вивчали турецьку, османську граматику й синтаксис, географію, арифметику, а також османську та ісламську історію. Тоді ж Фейсал вивчив основи французької та трохи англійської. Батько самостійно навчав хлопців Корану, а запрошені вчителі продовжили їхнє вдосконалення у арабській та каліграфії.

## Становлення
1904 року Фейсал одружився зі своєю родичкою, дочкою шаріфа Насіра бін Алі, Хазімою бінт Насір.
1908 року Хусейн бін Алі отримав довгоочікувану посаду еміра та шаріфа Мекки і повернувся з родиною у Хіджаз. До обов'язків еміра належав захист паломницькіх караванів на шляху з Мекки до кінцевої залізничної станції в Медині від пограбувань бедуїнськими племенами. Іншим важливим завданням було убезпечення країни від бунтівних племен та захист кордонів на сході, де у Неджді зростали сили Абдель-Азіза ібн Сауда і ваххабітів і на півдні, де харизматичний духовний лідер Мухаммад ібн Алі аль-Ідрісі, утвердився як незалежний правитель Асіра. Фейсал очолив зібране Хусейном військо, що складалося з відданих племен та приватної армії еміра, і здійснив п'ятнадцять експедицій з метою придушити племінну непокору і зміцнити владу батька. Подеколи це військо посилювали регулярні османські підрозділи з турецьких гарнізонів Хіджазу. В цей час сформувались лідерські якості та бойові навички Фейсала, які у двадцяті роки стали в пригоді під час арабського повстання. Фейсал брав участь в кампаніях проти ібн Сауда, але саме проти аль-Ідрісі він заявив про себе як польовий командир і тактик.
Фейсал разом з батьком і Абдаллою брав участь в експедиції квітня-липня 1911 року проти аль-Ідрісі, за результатами якої вони відновили османську владу та звільнили від облоги Абху. Вдруге, на заклик стамбульського уряду у вересні 1911 року, Хусейн відрядив Фейсала на чолі 1500 бедуїнів і 400 власних вояків на звільнення Кунфіди. Там Фейсал та два батальйони османських регулярних військ черговий раз розбили аль-Ідрісі, якого підтримувала італійська корабельна артилерія, але остаточної перемоги не здобули, аль-Ідрісі з залишками військ втік у гори і продовжив боротьбу проти османів.
1912 року Фейсал був обраний депутатом османського парламенту від Джидди і в травні того ж року розпочав виконання обов'язків.

## Перша світова війна та Велике арабське повстання

### Фейсал та арабський націоналізм
Попереднє ставлення Фейсала до доцільності антиосманського повстання і можливої підтримки збройному повстанню в Хіджазі було скептичним. В січні 1915 року представник сирійського націоналістичного товариства аль-Ахд, Ахмад Фавзі Бей аль-Бакрі, прибув до Мекки з пропозицією шаріфу Хусейну очолити арабське повстання проти Османської імперії. Того ж місяця старший син шаріфа Мекки, Алі, отримав переконливі документальні докази наміру комітету Єдності та Прогресу замінити Хусейна на посаді еміра та шаріфа Мекки Алі Гайдаром, членом суперницького клана Дхаві Зайд. В минулому шаріф вже мав подібні загрози, звик до розв'язання проблем за допомогою придворних інтриг і не мав бажання повставати. Тому він відрядив Фейсала до Стамбула, аби надати ці документи Великому візиру і отримати гарантії збереження посади за Хусейном. На шляху до Стамбула Фейсал мав зупинитися у Дамаску і зустрітися з арабськими націоналістами.
Фейсал прибув у Дамаск наприкінці березня 1915 року і зупинився там на чотири тижні. Він мав зустрічі та дискусії з членами арабських таємних товариств аль-Фатат, що складалося переважно з цивільних сирійських інтелектуалів, та аль-Ахд, до складу якого увійшли переважно арабські офіцери-іракці, що служили в Османській армії, невдоволеними османським правлінням у Великій Сирії, але визнав ситуацію непевною та неоднозначною. В Стамбулі Фейсал не отримав з боку турецьких посадовців задовільних гарантій батьківської позиції, хоча його запевняли не турбуватися про збереження посади Хусейна в Хіджазі. Від Хусейна вимагалася лише публічне визнання підтримки джихаду — проголошеної Османською імперією 11 листопада 1914 року війни з Антантою.
На зворотному шляху Фейсал знов зупинився у Дамаску і відновив спілкування з таємними товариствами. Саме під час цих зустрічей він приєднався до революційного руху, лідери якого склали письмовий план, що містив умови арабського повстання в союзі з Великою Британією. В разі визнання Британією арабської незалежності в межах, окреслених цим планом, араби погоджувались на спільні дії у війні проти турок і обіцяли Британії економічні преференції у майбутній незалежній арабській державі після закінчення війни. Протокол згодом став основою вимог шаріфа Хусейна щодо розширеного арабського королівства під час відомого листування Хусейна-Макмагона.
Повернувшись у червні 1915 року до Хіджазу, Фейсал зустрівся з батьком та братами для обговорення ситуації. Він радив бути обережними. Хоч він і приєднався до націоналістичного руху, але вважав, що час рішучих дій ще не настав. Хашиміти не дійшли остаточного рішення щодо повстання, але було визначено, що найближча можлива дата — червень 1916 року.

### Участь у Арабському повстанні
Під час перебування в Дамаску Фейсал відвідав у Єрусалимі Джемаля-пашу, який інспектував південь імперії. Під час візиту він погодився очолити 1500 добровольців на верблюдах, що надасть його батько у розпорядження ставки, і «клявся душею пророка битися з ворогами віри до самої смерті». У січні 1916 року Хусейн так і не визначився з рішенням щодо наступних дій. Джемаль-паша постійно телеграфував йому з вимогою надати головнокомандувачу обіцяний контингент і врешті, аби розвіяти турецькі підозри, Фейсала у супроводі 50 осіб було відряджено до Дамаска, де він звернувся до Джемаля з проханням допомогти зі спорядженням для майбутнього підрозділу. Водночас Фейсал ознайомився зі станом справ і доповів батькові, що більшість лідерів націоналістичного руху заарештовано, арабські частини передислоковані з Сирії і в Дамаску лишилося лише декілька осіб, спроможних підтримати повстання.
Коли другу групу арабських активістів у Дамаску засудили до страти, Фейсал звертався до Джемаля з проханням пом'якшити покарання, але марно. Була реальна загроза, що піддані тортурам націоналісти викажуть його контакти з таємними товариствами, і Фейсал шукав приводу залишити Дамаск. Він обґрунтував необхідність власної присутності під час формуванні армії хіджазьких добровольців для участі у суецькій кампанії, отримав від Джемаля згоду і 50 000 турецьких лір на екіпірування й спорядження війська. У травні 1916 року він повернувся до Хіджазу. Батько Фейсала планував початок повстання на серпень, але, довідавшись про османський контингент з 3000 осіб, що мав перетнути Хіджаз на шляху до Ємена, відчув загрозу і вирішив діяти негайно. 5 червня 1916 року Алі та Фейсал залишили Медіну, де перебував османський губернатор і гарнізон, розгорнули прапор повстання і атакували місто. Атаку було відбито на околицях Медіни й вони задовольнилися встановленням не дуже щільного кордону навколо міста. Вони також здійснили напад у кількох місцях на хіджазьку залізницю, але, перш ніж встигли нанести серйозні пошкодження, нападники були розігнані османськими кулеметами. 10 червня Арабське повстання було проголошено офіційно і впродовж трьох днів повстанці отримали повний контроль над Меккою, за виключенням форта Джияд, який турецькі війська утримували до 4 липня. 9 червня 4000 бедуїнів атакували Джидду і 16 червня, після обстрілу з британських військових кораблів і бомбардування з гідролітаків, місто здалося. Протягом липня повстанці захопили ще два портових селища. Таїф, який захищали 2000 турецьких солдатів, тримався три з половиною місяці і впав лише 23 вересня. 

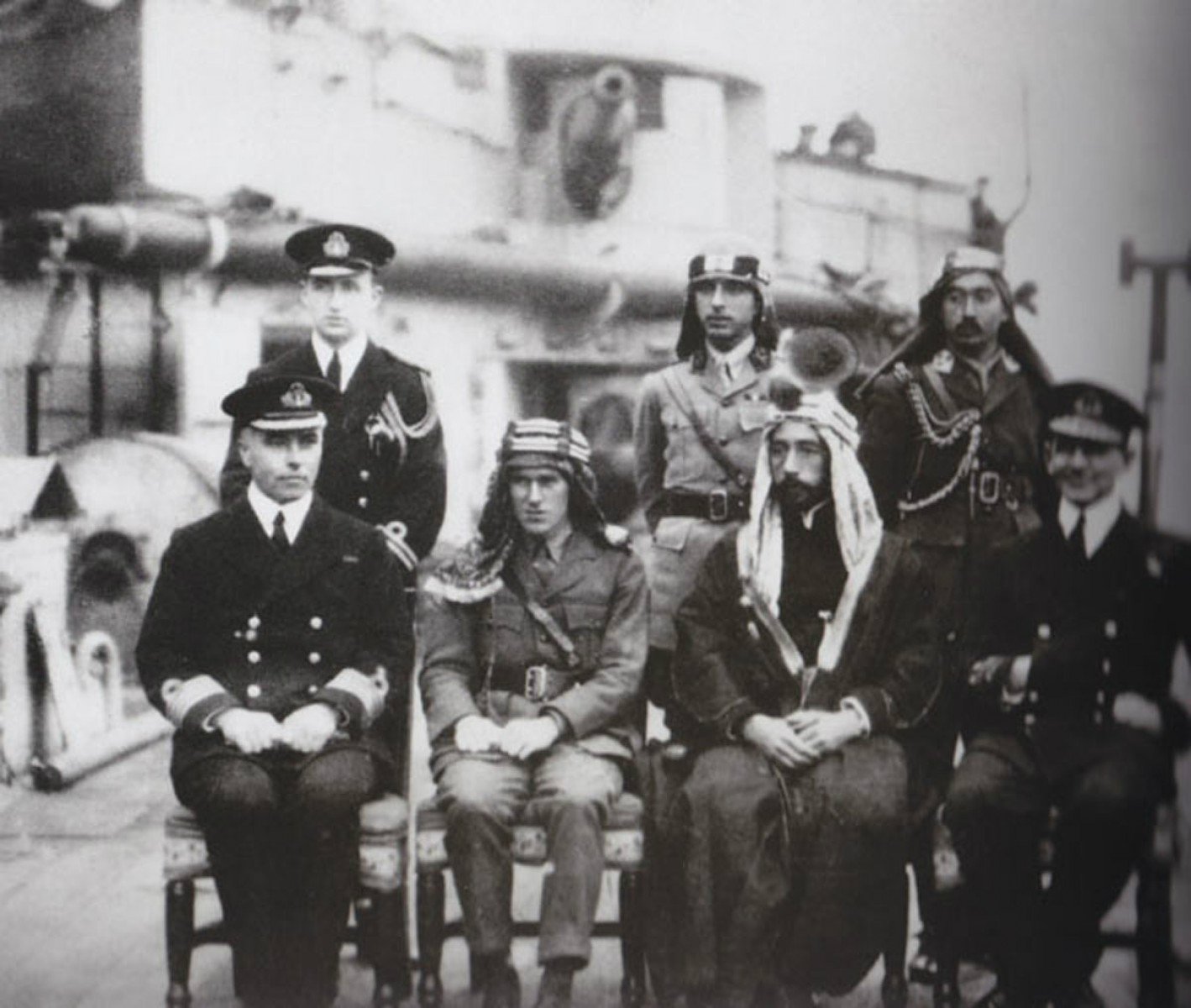
Емір Фейсал та Т. Е. Лоуренс. Близько 1918 року

Після перших перемог Хашиміти зіткнулися з серйозними проблемами, оскільки не мали можливості утримати успішно захоплені міста і поселення навколо Мекки і на узбережжі Червоного моря. Початковий ентузіазм бедуїнів-добровольців швидко розтанув. Залучені до участі в повстанні авторитетом шаріфа і можливістю розграбувати майно Османської влади, бедуїни були далекі від будь-яких ідеологічних міркувань. Їх не приваблювала перспектива віддати життя за незалежну арабську державу, тому вони забрали свою здобич і вирушили по домівках. Хусейн і його сини були змушені застосувати всі свої зв'язки і засоби для вербування нових солдатів, заманюючи їх обіцянкою зброї і регулярної оплати, що могли забезпечити тільки британці. Тим часом в Медіні османський командувач Фахрі-паша приготувався до контрнаступу, його війська перебували в повній бойовій готовності і мали добре налагоджений зв'язок з Дамаском. Запланований шлях просування армії лежав до Мекки узбережжям Червоного моря через портові міста Янбу і Рабіг. Аби захистити Мекку, Хашимітам потрібно було утримати Янбу і Рабіг. Коли на початку серпня османська армія висунулася з Медіни, Фейсал перекрив дорогу на Янбу, а його брат Алі закріпився в Рабігу. Але, попри стратегічно вірні позиції, їхнє нечисленне і недисципліноване племінне військо не могло успішно протистояти регулярній османської армії. Британці трохи підсилили повстанців своїми солдатами-мусульманами зі своїх колоніальних підрозділів, а також надали Хіджазу єгипетські артилерійські батареї. Це допомогло лише частково, восени 1916 року османські війська невпинно продовжили наступ. У жовтні 1916 року в Хамрі відбулася перша зустріч Фейсала з британським капітаном Т. Е. Лоуренсом, що згодом приєднався до повстанської армії, супроводжував Фейсала упродовж наступних місяців і забезпечував його зв'язок із британськими посадовцями та військовими. У грудні стан Фейсала в Янбу став катастрофічним, усі висоти навколо порту були віддані османам, Фахрі-паша відрізав його від сполучення з військами брата Алі і 11 грудня перейшов у рішучий наступ. Ситуацію врятувала британська корабельна артилерія: гармати п'яти кораблів, розташованих у морі біля Янбу, змусили османів відступити і стати табором. Подальше безперервне повітряне бомбардування османського табору спонукало Фахрі-пашу ухвалити рішення повернутися до Медіни, де він і перебував до кінця війни.
Оскільки османська армія була заблокована в Медіні, Хашиміти безперешкодно встановили контроль над рештою Хіджаза і рушили на північ у бік Сирії. Командувач арабської армією Фейсал обрав метою портове містечко Ель-Ваджх на Червоному морі, яке захищали 800 турецьких солдатів. 23 січня 1917 року передовий бедуїнський загін за підтримки британських морських піхотинців та артилерії захопив Ель-Ваджх. Фейсал з одинадцятитисячною армією прибув двома днями пізніше, демонстрація сили спонукала вождів племен усього північного Хіджазу принести Фейсалу клятву вірності Хашимітам. Фейсал розташувався у Ель-Ваджхі і розпочав диверсійну діяльність з метою припинити сполучення Хіджазькою залізницею і відрізати постачання османської армії під командуванням Фахрі-паші, що перебувала в Медіні. Однак арабським повстанцям не вдалося повністю перервати залізничне сполучення між Дамаском і Медіною. Турки ефективно підтримували функціонування залізниці, швидко ремонтуючи ушкоджені ділянки. Стало зрозуміло, що виграти війну в Хіджазі лише за допомогою диверсій на залізниці не вдасться. Фейсал відрядив довірених осіб на північ, в долину Ваді Сірхан, аби забезпечити лояльність місцевих племен і підготувати можливість наступу в цьому напрямку. Загін з набраних у Ваді Сірхан рекрутів з племені ховейтат, під командуванням Насіра бін Алі у супроводі Т. Е. Лоуренса сміливим рейдом на південь 6 липня 1917 року захопив на Червоному морі порт Акаба. Ця перемога стала найзначнішим досягненням арабського повстання з моменту його початку.
Тим часом розпочалася масштабна операція Єгипетських експедиційних сил Британії під командуванням Едмунда Алленбі. Задля максимально ефективної координації дій двох армій, Алленбі запропонував тимчасово перевести армію Фейсала під його командування. Лоуренс вирушив до Ель-Ваджха і Джидди, аби заручитися згодою Фейсала і самого шаріфа Хусейна передати арабське повстання під командування британського генерала. В жовтні 1917 року британські війська захопили Беер-Шеву, 7 листопада 1917 року узяли Газу, а 9 грудня увійшли в Єрусалим. Після взяття Акаби в липні 1917 року арабська армія рушила до південних кордонів Сирії. Тут Фейсал продовжив нарощувати свою регулярну армію під командуванням Джафара аль-Аскарі та вербувати нові племінні загони. Загрозу армії Фейсала становив великий османський гарнізон в Маані, на кордоні між Сирією та Хіджазом. В місті була найбільша станція Хіджазької залізниці, турки зосередили там 6 000 піхотинців, полк кавалерії та мотопіхоти й зробили місто неприступним. У партизанської армії Фейсала не було жодних шансів захопити цей гарнізон. Але британці наполягали на просуванні арабської армії на північ як «правого флангу» армії генерала Алленбі, і повстанці спочатку обійшли Маан стороною і захопили гористу місцевість по сусідству з долиною річки Йордан. Алленбі планував наступ на Амман для остаточної перемоги над турками в цьому регіоні, їхні арабські союзники під командуванням Фейсала мали відволікати турецькі сили Маана. 27 березня британські війська розпочали наступ на Амман, зустріли значний спротив і змушені були відійти в Єрусалим. В травні 1918 року Алленбі знов перейшов у наступ в Трансйорданії і знов зазнав поразки. Тим часом армія Фейсала двічі здійснила спробу захопити Маан, обидві невдалі, друга спроба за своїми втратами була найбільшою поразкою арабської армії за весь час повстання. Гарнізон Маана тримав оборону до самого кінця війни і здався лише 23 вересня, після остаточного колапсу імперії.

### Сепаратні переговори з турками
В листопаді 1917 року більшовицький уряд надрукував у газеті «Известия» документи царського міністерства іноземних справ, в тому числі, листи 1916 року стосовно угоди Сайкса — Піко, що передбачала надання під контроль Франції та Британії арабських провінцій Османської імперії. Османський губернатор Сирії Ахмед Джемаль-паша негайно оприлюднив це у своїй промові в Бейруті та 26 листопада надіслав пропозиції стосовно сепаратного турецько-арабського миру еміру Фейсалу та Джафару аль-Аскарі, а 5 грудня — еміру Абдаллі. Він інформував хашимітських емірів про англо-французькі домовленості з розподілу арабських територій та запрошував до відкриття мирних переговорів. Фейсал не дозволив емісару Джемаль-паші навіть дістатися Мекки. Він сказав, що обговорення сепаратного миру неможливо і що імперія повинна звернутися з цього приводу до Антанти. Одразу за цим Фейсал і Абдалла надіслали листи Джемаля батькові і отримали наказ Хусейна припинити будь-які контакти з османським губернатором. Хусейн, в свою чергу, повідомив про листи Джемаля британців. Невдовзі Джемаль-паша залишив Левант і на цьому закінчилася перша спроба досягти турецько-арабського миру.
У лютому 1918 року новий командувач 4-ї османської армії Мухаммад Джемаль-паша «Малий» надіслав до Фейсала емісара з пропозицією турецько-арабського миру. Емісар стверджував готовність османів залишити арабські країни. Фейсал відповів, як колись його батько Джемалю-паші: «нас розсудить меч», але відзначив, що якщо османи продемонструють добру волю і виведуть усі свої війська з регіону від Медіни до Аммана, він готовий передати це повідомлення батькові. Проінформований про це Хусейн зазначив, що зобов'язання союзників щодо арабських країн є найкращою гарантією, і що переговори з османами не на часі. Мухаммад Джемаль-паша не здався, і 5 червня він надіслав Фейсалові ще одну мирну пропозицію. Цього разу Фейсал погодився викласти основні умови для мирних переговорів і надав їх 10 червня. Умови Фейсала були такі: усі війська з Медіни та області аж до Аммана мають бути виведені за Амман; всі арабські офіцери й військовослужбовці мають бути передислоковані до Сирії і приєднані до Арабської армії; Арабська армія повинна мати незалежне командування; незалежність Сирії має бути аналогічна незалежності Угорщини від Австрії; всі сільськогосподарські та інші продукти, що виробляються Сирією, залишаються в країні та перебувають під наглядом арабської армії; переговори повинні бути цілком таємними. Причини, з яких Фейсал погодився на переговори, невідомі. Можливо, це було через його низку військових невдач на той час. Ідея автономії в межах Османської імперії не була зовсім нереалістичною: османський уряд раніше вже розглядав можливість утворення федерації, що складалася б з турецької Анатолії та «Арабістану» — Сирії, Іраку та Хіджазу. Тому, під час обговорення з Великим візиром, німецький посол радив пристати на умови Фейсала.
На початку серпня 1918 Мухаммад Джемаль-паша відновив свої мирні ініціативи за посередництва Арніра Саїда аль-Джазаїрі, «аби припинити кровопролиття між мусульманами». Фейсал, який, за його словами, не мав довіри до османів, тим не менш погодився на зустріч, яка відбулася вночі 11 серпня, в присутності Нурі аль-Саїда і Фаїза аль-Гусейна. Аль-Джазаїрі передав листа Джемаля-паші зі згодою припинити військові операції та готовністю піти на арабські вимоги. Фейсал повідомив його, що араби вимагають повного виведення військ з їхніх земель, визнання арабської незалежності і королівства Хусейна над ними. Наступного дня він передав у відповідь лист Мухаммаду Джемаль-паші, в якому зазначив, що попередні спроби протягом дев'яти місяців були лише марною тратою часу, тому він залишив будь-яку надію досягти угоди, і що у своєму прагненні свободи араби не згодні на статус менший, ніж у Баварії в складі Німеччини. Якщо такі умови прийнятні, подальші переговори можливі. Джемаль телеграфував про результати зустрічі в Стамбул з рекомендацією султану і уряду прийняти пропозицію, але момент був втрачений у зв'язку з настанням нового етапу війни. Хусейн, якому Фейсал виклав ситуацію, відповів, що вже вважає це неважливим.
Окремої думки щодо спроб турецько-арабських сепаратних перемовин тримається відомий історик Ефраїм Карш. За його твердженням, ці спроби 1917—1918 років відбувалися за ініціативи Фейсала, таємно від шаріфа Хусейна. Метою Фейсала, на його думку, було досягнення одноосібної влади у майбутній панарабській державі, «Великій Сирії».

### Останні місяці війни
Емір Фейсал діяв спільно із союзниками під час завоювання Великої Сирії та захоплення Дамаску в жовтні 1918 року. Його роль в арабському повстанні була описана Лоуренсом у Seven Pillars of Wisdom. Проте правдивість цієї книги, зокрема роль Фейсала в успіху повстання, була піддана критиці деяким історикам, у тому числі Давидом Фромкіном.
19 вересня 1918 Алленбі розпочав півроку планований наступ, внаслідок якого вже впродовж тижня британські війська захопили Палестину, Ас-Сальт і Амман. Війська Фейсала 27 вересня штурмом узяли Дар'а. Розбиті війська Четвертої османської армії відступали до Дамаска, Арабська армія та армія Алленбі об'єднали сили для походу на сирійську столицю. 30 вересня вони дістались Дамаску. Першими увійшла в Дамаск 3-я бригада Австралійської легкої кавалерії, але, аби винагородити своїх хашимітських союзників, британці надали почесне право прийняти капітуляцію міста командувачам Арабської армії еміра Фейсала.
Сам Фейсал прибув потягом з Дар'а, але до міста тріумфально в'їхав верхи, у супроводі офіцерів та племінних вождів. У готелі «Вікторія» відбулася його перша особиста зустріч з Едмундом Алленбі. Фейсалу повідомили, що згідно з угодою Сайкса — Піко Франція має контроль над Сирією, арабська адміністрація в Сирії має працювати під керівництвом Франції та за її фінансовою підтримкою, що Ліван, визначений як все узбережжя Сирії від Тиру до Александретти (сучасний Іскендерун), керуватиметься безпосередньо французами і, нарешті, Фейсал матиме французького офіцера зв'язку. Фейсал сприйняв запропоновані умови як обман, але змушений був погодитися. Однак стоворений під його керівництвом тимчасовий військово-цивільний уряд, очолений Алі Ріда аль-Рікабі, намагався ігнорувати або применшити залежність від союзників, розширити територію свого контролю. Фейсал користався будь-якою можливістю підкреслити незалежність арабського уряду від тимчасової військової адміністрації і проголошувати відданість «королю арабів» Хусейну.
7 жовтня 1918 року представник Фейсала Шукрі аль-Аюбі з 20 вершниками прибув до Бейрута, оголосив себе військовим губернатором міста та здійняв прапор шаріфа Хусейна над офіційними установами. Це викликало конфлікт одночасно з французькою та британською політикою, обидві країни доправили до Бейрута свої військові підрозділи з вимогами аль-Аюбі негайно прибрати прапор і залишити місто. Під подвійним тиском Фейсал надав наказ аль-Аюбі повернутися до Дамаска. Наступним конфліктом було захоплення Алеппо загоном на чолі з Нурі аль-Саїдом. Коли до Алеппо прибула 5-та кавалерійська дивізія генерала Мак-Ендрю, з'ясувалося, що араби вже зайняли місто і проголосили Алі Ріда аль-Аскарі його військовим губернатором.

## Паризька мирна конференція

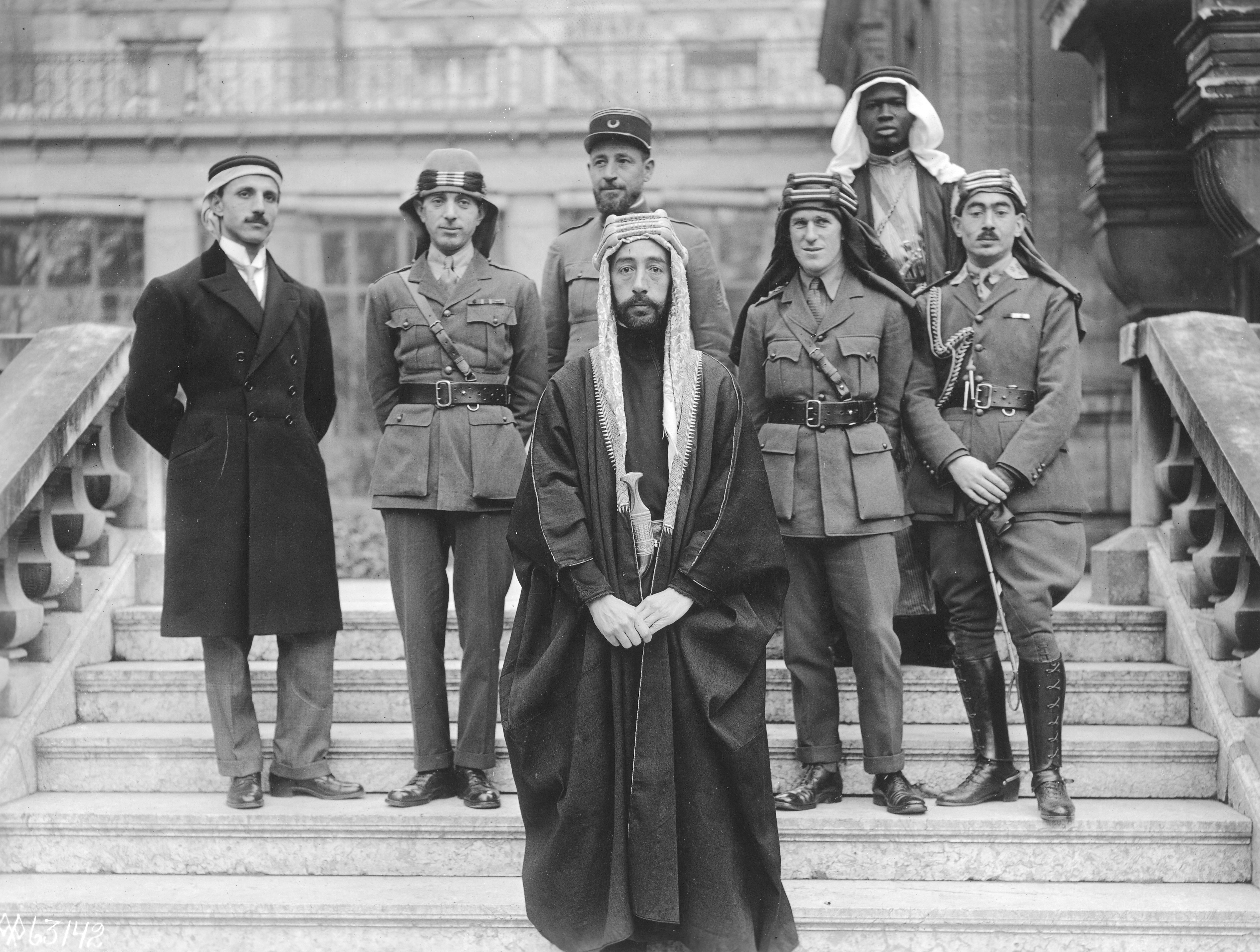
Фейсал на Паризькій мирній конференції. 1919 рік

Наприкінці 1918 року Фейсал прибув до Лондона, мав консультації з посадовцями Форин-офісу. За ініціативою британського уряду в Парижі Фейсал зустрівся з лідером Всесвітньої сіоністської організації Хаїмом Вейцманом і підписав 3 січня 1919 з ним угоду від імені королівства Хіджаз, яка містила згоду на створення єврейської держави в Палестині, окреслювала майбутні кордони розмежування між Палестиною та Сирією і висловлювала сподівання на подальшу мирну і плідну співпрацю арабів та євреїв.. Попри те, що розвиток подій і міжнародних стосунків виключив жодну можливість реалізації угоди, історики суперечливо оцінюють її зміст. Так, Джордж Антоніус вважає, що пропозиції, які Фейсал мав підтримати за порадою друзів-британців, не належали до кола питань, призначених його місії батьком, Хусейном. Вони також конфліктували з загальними і дещо запальними настроями у північних арабських країнах. Замість конкретних вказівок від короля Хусейна він отримав лише наказ не погоджуватись на менше, ніж виконання зобов'язань, зроблених Великою Британією щодо арабської незалежності. В цих умовах Фейсал підписав угоду, але письмово обумовив її дію виконанням Британією своїх зобов'язань поважати арабську незалежність.
В квітні 1919 року Фейсал брав участь у Паризькій мирній конференції як представник арабів і як довірена особа шаріфа Хусейна. Хашимітський правитель розраховував на підтримку держав Антанти після вагомого вкладу в їхню перемогу над Османською імперією, але його претензії не відповідали французьким інтересам в Сирії. Фейсал виклав свої аргументи на користь надання арабам незалежності. На тлі великих територій, обіцяних Генрі Макмагоном шаріфу Хусейну під час листування, вимоги Фейсала були досить помірними: йшлося про негайне надання повної незалежності арабським королівствам Великої Сирії (що відповідає територіям сучасних держав Сирія, Ліван, Йорданія, Ізраїль і Палестинська автономія) та Хіджазу, яким правив його батько король Хусейн. Він погоджувався на міжнародне посередництво в Палестині для врегулювання конфлікту інтересів арабів і євреїв-сіоністів та визнавав британські претензії в Месопотамії, маючи водночас переконання, що ці території в кінцевому підсумку складуть незалежну арабську державу. Остаточно переконати Вищу Раду та керівництво США, Британії і Франції Фейсалу не вдалося.
В січні 1920 року Фейсал дійшов угоди з французьким прем'єром Жоржем Клемансо, згідно з якою Франція визнавала право Сирії на власний уряд і кінцеву незалежність, а Фейсал визнавав виключний французький захист, політичне керівництво, технічну, військову та адміністративну підтримку і делегував своє іноземне дипломатичне представництво Франції. Британці, не маючи змоги отримати весь османський Близький Схід самостійно, і в будь-якому випадку зв'язані угодою Сайкса — Піко, були готові прийняти ці домовленості, якщо французи схвалять британський мандат в Палестині. Але радикали й Сирійський національний конгрес закликали до цілковито незалежної Сирії. Це ставило Фейсала у складні умови, він повинен був обрати або важко досягнуті домовленості, або своїх сирійських підданих.

## Король Сирії
У травні 1919 року відбулися вибори Сирійського національного конгресу. 75 % місць отримали консерватори, меншість складали радикальні арабські націоналісти. 3 червня 1919 року Сирійський національний конгрес розпочав свою роботу в штаб-квартирі Арабського клубу Дамаска.
Досягнуті Фейсалом угоди з Жоржем Клемансо та Хаїмом Вейцманом викликали заворушення в Сирії. Найбільшу опозицію угоді з Францією склали члени товариства аль-Фатат. Фейсал, в свою чергу, намагався їх переконати в неможливості швидкого досягнення повної незалежності та загрозі війни з Францією.

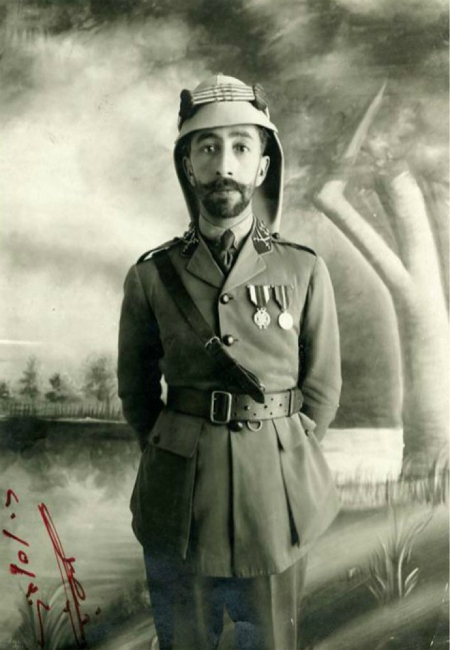
Король Сирії Фейсал I. Липень 1920 року

6 березня 1920 року, Сирійський національний конгрес під головуванням Хашіма аль-Атассі прийняв резолюцію, яка скасувала угоду Фейсала — Клемансо. Наступного дня конгрес декларував незалежність Сирії «в її природних кордонах», включно з Палестиною та пообіцяв ліванцям поважати їхні національні прагнення і зберегти незалежне управління Ліваном у межах його передвоєнних кордонів. Фейсала було обрано конституційним монархом Арабського Королівства Сирія з титулом «Король Фейсал I». Конгрес скасував військові адміністрації трьох частин Сирії і натомість започаткував єдину цивільну. Додаткова резолюція конгресу закликала до надання повної незалежності сусідньому Іраку і створення політичного та економічного союзу двох держав. Відповідно до резолюції конгресу 9 березня був сформований новий уряд, очолений Алі Ріда аль-Рікабі. Усі члени уряду, за виключенням прем'єра та військового міністра, належали до націоналістичного товариства аль-Фатат.
На конференції в Сан-Ремо 25 квітня 1920 року Верховна рада держав Антанти надала Франції мандат на управління Сирією і Ліваном та мандати Великій Британії на Палестину, Трансйорданію та Ірак. Сирійці відповіли демонстраціями і формуванням 7 травня 1920 року нового уряду під головуванням Хашіма аль-Атассі. Новий уряд негайно розпочав загальну мобілізацію і створення армії.
Ці дії викликали ворожу реакцію з боку французької окупаційної армії. 14 липня 1920 року генерал Анрі Гуро висунув Фейсалові ультиматум, яким вимагав розформувати сирійську армію та підкоритися французькому диктату. 18 липня, король Фейсал і сирійський кабінет міністрів дійшли згоди не вступати у війну з французами, з рішенням не погодився лише Юсуф аль-Азма. Після ратифікації рішення кабінету міністрів, аль-Азма відвів підконтрольні війська до шляху Бейрут — Дамаск. 20 липня, за шість годин до кінцевого терміну ультиматуму, король Фейсал поінформував французьких зв'язківців у Дамаску, що він приймає умови Гуро. З незрозумілих причин Гуро до 21 липня не отримав повідомлення Фейсала. Окремі джерела підозрюють французів у навмисному затягуванні доставлення повідомлення, аби надати Гуро виправдання для просування до Дамаска. Звістка про наказ розформувати казарми арабської армії в Дамаску досягли населення і викликали бунт солдатів і місцевих мешканців. Бунт був придушений еміром Зейдом ціною 200 вбитих.
21 липня Близько 12 000 французьких військ, що складалися з десяти піхотних батальйонів, кавалерії й артилерії, за підтримки танків, почали свій наступ з Лівану на Дамаск. Французькі дії здивували короля Фейсала, який погодився виконати ультиматум і очікував уникнути війни, він погодився на прохання аль-Азма щодо мобілізації. На перевалі Майсалун, приблизно в 12 милях на захід від Дамаска, вдалося зібрати кілька сотень регулярних військ і близько 1000 добровольців, включно з бедуїнською кавалерією.
24 липня 1920 у битві при Майсалуні французи менш ніж за день розгромили сирійські війська під командуванням Юсуфа аль-Азма, аль-Азма загинув в бою разом з більшістю його послідовників.
Король Фейсал спостерігав за розгортанням битви з села Аль-Хама, і, коли розгром став очевидним, разом з членами кабінету, відійшов до міста Аль-Кісва, розташованого на півдні від Дамаска. 23 липня французькі війська захопили без бою Алеппо, і 25 липня обложили і захопили Дамаск. Король Фейсал того ж дня повернувся в столицю, але генерал Гуро звинуватив його у руйнації Сирії і заявив, що йому абсолютно неможливо залишитися в країні. 27 липня Фейсал виїхав на південь до Дар'а, де здобув підтримку місцевих вождів племен. Однак французи запропонували племінним вождям позбавитись Фейсала під загрозою бомбардування їхніх таборів. Це змусило Фейсала 1 серпня вирушити на захід до контрольованої англійцями Хайфи, аби уникнути подальшого кровопролиття. Від'їздом Фейсала закінчилося існування Королівства Сирія.

## Король Іраку

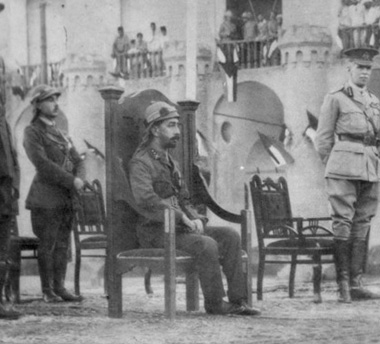
Коронація Фейсала І королем Іраку, 1921 р.

У вересні 1920 Фейсал вирушив до Європи, сподіваючись зустрітись в Швейцарії з британським прем'єром Ллойд Джорджем і з'ясувати ситуації щодо свого власного стану та британської політики стосовно арабських країн, але не отримав бажаної аудієнції. Під час наступного перебування Фейсала в Лондоні він не досяг жодної визначеності з боку британських посадовців.
На конференції в Сан-Ремо 1920 року Велика Британія за згодою союзників отримала від Ліги Націй мандат на управління Іраком. Коли на початку літа відомості про це досягли Ірака, в країні спалахнуло антибританське повстання, що вперше об'єднало сунітів та шиїтів. Його придушення тривало біля трьох місяців і коштувало Британії значних матеріальних та людських (понад 2200 осіб) втрат. Британська адміністрація дійшла висновку про неможливість керування країною за індійською моделлю і необхідність якнайшвидшого створення тимчасового національного уряду Іраку, підконтрольного Британії.
Першому верховному комісару Іраку Персі Коксу було доручено створити арабську державу та арабський уряд, з конституцією та державною радою. Перша згадка про Фейсала як можливого короля Месопотамії належала помічнику Кокса, Арнольду Вільсону. 31 липня він підняв це питання у своїй телеграмі з Багдада до міністерства закордонних справ.
Зібрана в березні 1921 під головуванням новопризначеного секретаря у справах колоній Вінстона Черчилля Каїрська конференція винесла загальне рішення щодо створення на Близькому Сході низки проанглійських монархій, всі правителі яких зобов'язані Британії за свою владу. Таким чином, було закладено фундамент іракської державності, шляхом створення іракської монархії, демократичної конституції, а також угоди, що надає правову основу для подальшого домінування Великої Британії над Іраком. На роль іракського монарха було обрано Фейсала, як лояльної фігури та популярного лідера часів Великого арабського повстання. Британці також помилково вважали, що хашимітське походження надасть майбутньому монарху релігійного авторитету, що, насправді, стосувалось лише сунітської частини іракців. Ім'я майбутнього монарха мало зберігатися в таємниці, аби він не сприймався інструментом британського впливу.

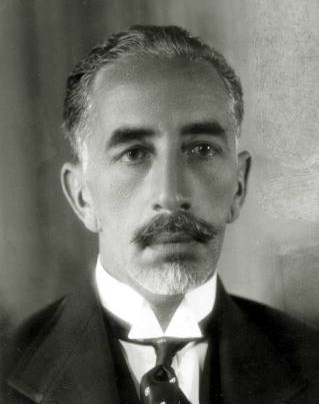
Король Фейсал I

21 червня 1921 року Фейсал прибув до Багдада. На добре керованому плебісциті щодо обрання монарха з однією кандидатурою він отримав 96 % голосів, хоча насправді не мав такої підтримки ніде. 27 серпня 1921 року Фейсал I був коронований королем Іраку. Разом з Фейсалом до Багдада прибули арабські націоналісти — добре освічені арабські правники, офіцери та державні службовці, що воювали разом з ним в часи Першої світової війни і працювали в його сирійському уряді. Ці віддані люди швидко зайняли керівні щаблі іракського уряду і забезпечили Фейсалу необхідну підтримку.
Одразу після коронації Фейсал розпочав переговори щодо угоди з Британією. Договір, передбачений на конференції в Каїрі і ратифікований кабінетом міністрів Іраку в жовтні 1922 року, легітимізував британський вплив в Іраку. Встановлений на 20 років договір гарантував, що іракський уряд консультуватиметься з Британією з питань зовнішньої та фіскальної політики (включно з експортом нафти), а також з усіх інших питань, що стосуються британських інтересів. Умовами договору передбачалося існування британських «радників» в уряді, що забезпечило ефективну британську розвідувальну мережу по всій країні. Натомість була обіцяна значна фінансова та військова допомога Іраку, а також сприяння вступу до Ліги Націй.
1922 року Фейсал захворів, і колишній британський верховний комісар Персі Кокс на деякий час взяв на себе керівництво справами іракської держави. Кокс зробив низку кроків для мінімізації націоналістичних настроїв, серед яких були депортація націоналістичних лідерів і заборона газет.
1924 році була ратифікована конституція Іраку, що затвердила повноваження короля та парламенту. При зовнішній збалансованості, конституція надавала певні переваги підтриманому британцями монарху над контрольованим арабськими націоналістами парламентом через обов'язковість схвалення ним всіх парламентських законів і право розпуску парламенту. Фейсал керував у важкий і бурхливий період в історії Іраку і зіткнувся з майже неможливим завданням примирення британських інтересів та місцевих вимог. Британці не дозволили б йому бути набагато більшим, ніж маріонетка Лондона, тоді як все більш впливові в Іраку арабські націоналісти обурювалися і чинили опір англійському впливу. Країна, населена переважно шиїтами, керувалася освіченою сунітською меншиною. У новоствореній іракській армії солдати були шиїтами, але більшість офіцерів були суннітами, що посилювало розкол. На додачу до релігійного поділу 1925 року до Іраку було включено населений курдами Мосул, де знайшли нафту.
Згідно з англо-іракським договором від 13 січня 1926 року термін дії попереднього договору було подовжено до 1950 року, «якщо Ірак до того часу не набуде членства у Лізі Націй». Вже у вересні 1929 року британський уряд повідомив, що готує подання і розраховує на вступ Іраку до Ліги Націй 1932 року, а 30 червня 1930 року було підписано англо-іракський договір, що містив умови взаємодії двох держав в разі набуття Іраком членства у Ліги Націй. 1932 року Ірак був офіційно проголошений незалежною державою і вступив до Ліги Націй.

## Смерть
Король Фейсал раптово помер 8 вересня 1933 року під час відпочинку та лікування в Берні, Швейцарія. Офіційною причиною смерті було названо серцевий напад, хоча з цього приводу існувало багато спекуляцій. Його смерть лишила Ірак одного з небагатьох людей, здатних пом'якшити відмінності між різноманітними громадами країни, і поклала край важливому починанню щодо включення опозиційних елементів до коаліційного уряду.
Трон посів єдиний син Фейсала, Газі.

## Нагороди
- Великий магістр та засновник Ордена Хашимітів
- Великий магістр та засновник Ордена Фейсала I
- Великий магістр та засновник Ордена Межиріччя
- Кавалер Великої зірки Вищого ордена відродження (Королівство Хіджаз, 1917).
- Королівський вікторіанський ланцюг (Велика Британія, 12/12/1918).
- Кавалер Великого хреста Ордена Почесного легіону (Франція, 1918).
- Кавалер Великого хреста Ордена Корони Італії (Королівство Італія, 1918).
- Медаль Маана (Королівство Хіджаз, 1918).
- Кавалер Великої стрічки Ордена Незалежності (Королівство Хіджаз, 1921).
- Медаль Арабської незалежності (Королівство Хіджаз, 1921).
- Великий ланцюг Ордена Мухаммеда Алі (Королівство Єгипет, 01/10/1926).
- Кавалер Великого хреста Ордена Леопольда I (Бельгія, 15/03/1930).
- Великий ланцюг Ордена Пехлеві (Іран, 26/04/1932).
- Лицар Великого хреста Ордена Лазні (Велика Британія, 20/06/1933)